# Novalaise
Novalaise ist eine französische Gemeinde mit 2243 Einwohnern (Stand 1. Januar 2022) im Département Savoie in der Region Auvergne-Rhône-Alpes. Sie gehört zum Kanton Bugey savoyard im Arrondissement Chambéry und ist Mitglied im Gemeindeverband Lac d’Aiguebelette.

## Geographie

### Lage
Novalaise liegt auf 432 m, etwa 12 km westlich der Präfektur Chambéry, 46 km nördlich der Stadt Grenoble und 44 km südwestlich der Stadt Annecy (Luftlinie). Das Dorf liegt im Nordwesten des Département Savoie am Westhang einer Bergkette, die den Lac du Bourget vom Rhonetal trennt. Nachbargemeinden von Novalaise sind Gerbaix und Marcieux im Norden, Nances im Osten, Aiguebelette-le-Lac, Saint-Alban-de-Montbel, Dullin und Ayn im Süden sowie Rochefort und Sainte-Marie-d’Alvey im Westen.

### Topographie

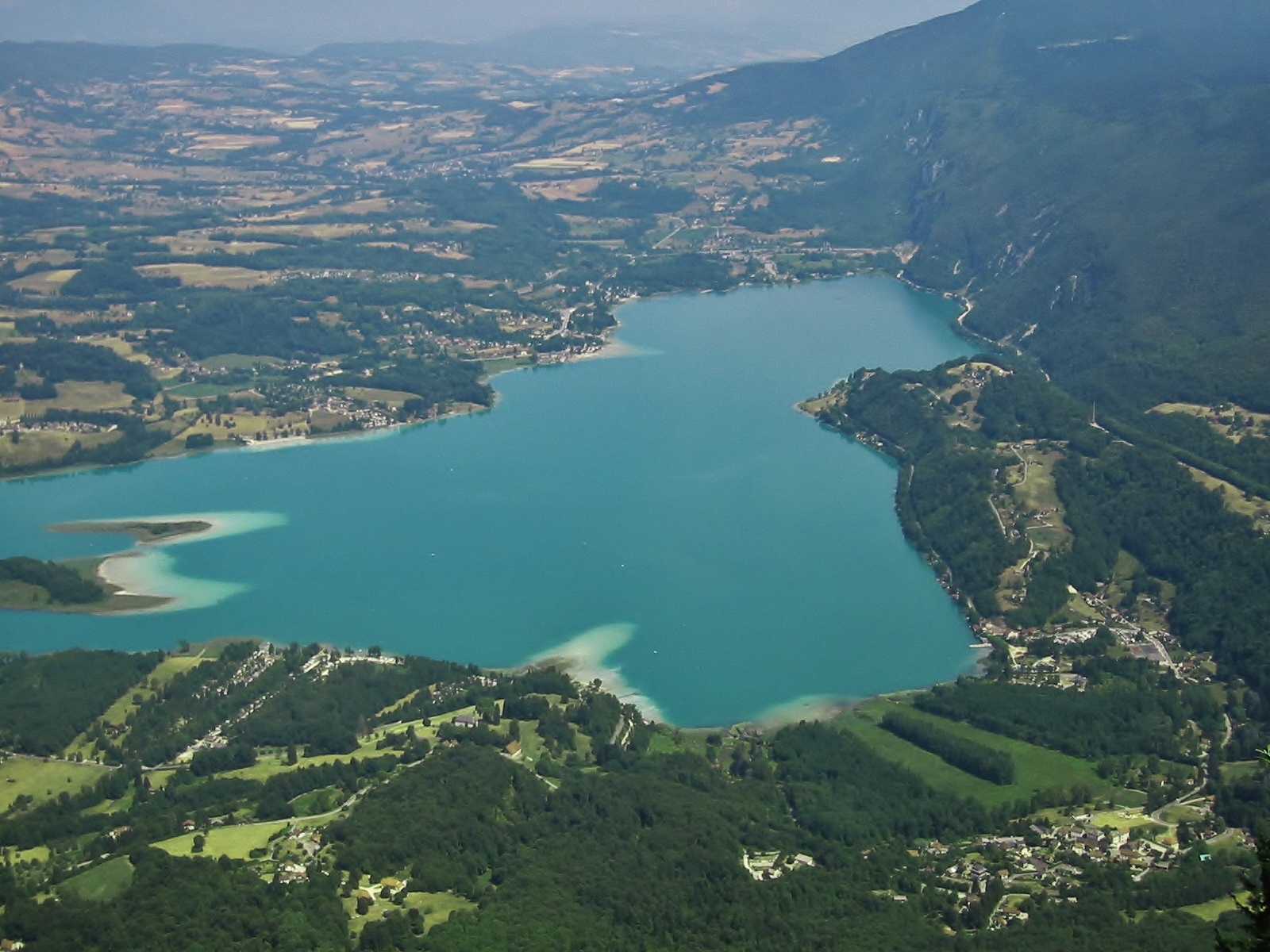
Luftbild des Lac d’Aiguebelette mit der Mulde von Novalaise im Hintergrund

Die Fläche des 16,26 km² großen Gemeindegebiets umfasst einen Abschnitt des Avant-Pays savoyard, des von sanften Erhebungen geprägten savoyischen Vorlandes zwischen dem Grenzfluss Guiers und der Chaîne de l’Épine, die Hauptantiklinale am Südende des französischen Juragebirges. Das Dorf erstreckt sich in einer Mulde in der Hochebene des einige Kilometer südlich gelegenen Lac d’Aiguebelette, zwischen der Chaîne de l’Épine und einer in Nord-Süd-Richtung verlaufenden, etwa 400 m ins Rhonetal abfallenden Geländestufe. Auf dem bewaldeten Westhang der Chaîne de l’Épine reicht der Gemeindeboden bis auf eine Höhe von 1160 m. Er wird entwässert von mehreren kleinen Bachläufen, die teilweise auf dem Gemeindegebiet entspringen und durch die Talmulde in Richtung Lac d’Aiguebelette strömen. Südlich des Dorfes schließt sich ein leicht reliefiertes Gelände an, das bis an sein Ufer reicht, so dass ein Teil des Sees mitsamt zwei Stränden noch zu Novalaise gehört. Nach Westen hin steigt das Gemeindegebiet wieder an bis auf eine Höhe von rund 660 m und reicht an die Abbruchkante der mit markanten Felswänden durchzogenen Geländestufe, unterhalb derer sich das Dorf Sainte-Marie-d’Alvey befindet. An dieser Stelle ist die Geländestufe vergleichsweise gering ausgeprägt und ermöglicht die Passverbindung Col de la Crusille. Die Gemeindefläche wird größtenteils landwirtschaftlich genutzt mit 42 % Wiesen und 23 % sonstigen landwirtschaftlichen Flächen. Etwa 26 % sind von Wald bedeckt, und 3–5 % fallen jeweils auf Wasserflächen und Bebauung.

### Gemeindegliederung
Zu Novalaise gehören neben dem eigentlichen, kompakten Ortskern viele verstreute Weilersiedlungen und Gehöfte, darunter:
- Pétignieux (559 m), Les Granges (646 m), La Rossière (628 m), Les Guillets (559 m) und Les Giffards (504 m) in aussichtsreicher Lage am Südwesthang der Chaîne de l’Épine,
- Le Cordonnier (um 480 m), Carabin (440 m) und Vaizieux (430 m) als Siedlungsviertel des Dorfkerns von Novalaise,
- Monthieux (551 m) und Le Collomb (460 m) im Westen zwischen dem Ortskern und dem Col de La Crusille,
- Les Goys (441 m), Les Bottières (459 m), Le Chaney (504 m) und La Crétaz (494 m) in der hügeligen Landschaft zwischen Novalaise und dem Lac d’Aiguebelette,
- Le Terreau (470 m), Le Neyret d’en haut (470 m) und Sabatel (480 m) auf den Hügeln direkt oberhalb des Sees,
- Les Saint-Bonnet, Le Neyret und Le Gojat (jeweils um 400 m) am Ufer des Lac d’Aiguebelette.

## Geschichte
Das Gemeindegebiet von Novalaise war schon sehr früh besiedelt. Am Ufer des Lac d’Aiguebelette bei Le Gojat bestand während der Steinzeit eine Pfahlbautensiedlung. Sie wurde von 1954 bis 1962 (sowie erneut in den Jahren 1971, 1983 und 1998) erforscht und als Monument historique klassifiziert. Sie ist nicht direkt Teil der Liste prähistorischer Pfahlbauten um die Alpen des UNESCO-Welterbes, aber eine assoziierte Station der noch älteren, in der Liste aufgeführten Stätte am Südufer. Dendrochronologische Untersuchungen haben Fälldaten aus der kurzen Zeitspanne von 2702 v. Chr. bis 2699 v. Chr. nachgewiesen.
Im Mittelalter erschien der in einiger Entfernung vom Seeufer gelegene Marktflecken Novalaise erstmals 1308 in den Urkunden, als ihm die Rechte zu einem Wochenmarkt festgeschrieben wurden. Ebenfalls im 14. Jahrhundert wurde er als zum Bistum Belley gehörige Pfarrei erwähnt mit den Schreibweisen Novalesia und Novaleise. Der Name bezeichnet ein neu urbar gemachtes Gebiet.
Größere Bedeutung hatte im Mittelalter der Herrschaftssitz Montbel, dessen 1248 erstmals als Castrum Montisbelli urkundlich erwähnte Burg auf das 11. Jahrhundert zurückgeht. Von der fast 700 m hoch auf einer Anhöhe gelegenen Burg an der Geländekante oberhalb von Sainte-Marie-d’Alvey ließen sich sowohl die Hochebene von Novalaise wie auch das untere Tal des Guiers kontrollieren. Zu den Besitztümern der Herren von Montbel gehörten neben Novalaise das Château de l’Épine (bei Nances) und die Ortschaften Marcieux, Nances, Saint-Alban-de-Montbel und Ayn. Unter der Oberhoheit des Hauses Savoyen-Piemont stiegen sie zu Marquis auf, deren Gebiet in zwei Kastlaneien untergliedert war.

## Sehenswürdigkeiten
Die Dorfkirche Saint-Jean von Novalaise vereinigt nach mehreren Umbauten die Stile mehrerer Epochen. Ihr ältester Teil ist der im 14. Jahrhundert begonnene Glockenturm. Das Portal einer Eingangstür ist im Stil des 15. Jahrhunderts gehalten. Zur Inneneinrichtung gehören ein Votivstein eines gallorömischen Tempels und eine Pietà aus dem 17. Jahrhundert.
Vom Château de Montbel sind Mauerreste erhalten. Es liegt am Wanderweg GR 9, der am Westrand der Gemeinde entlangführt und Ausblicke auf das Tal des Guiers ermöglicht.

## Bevölkerung
| Jahr                       | 1962 | 1968 | 1975 | 1982 | 1990 | 1999 | 2006 | 2011 |
| Einwohner                  | 779  | 735  | 802  | 1017 | 1234 | 1432 | 1661 | 1916 |
| Quellen: Cassini und INSEE |      |      |      |      |      |      |      |      |

Mit 2243 Einwohnern (Stand 1. Januar 2022) gehört Novalaise zu den mittelgroßen Gemeinden des Département Savoie. Nachdem die Einwohnerzahl in der zweiten Hälfte des 19. und ersten Hälfte des 20. Jahrhunderts gleichmäßig zurückgegangen war (1861 wurden noch 1558 Einwohner gezählt), setzte in den 1970er Jahren eine massive Bevölkerungszunahme ein, die bis heute anhält. Die Ortsbewohner von Novalaise heißen auf Französisch Novalaisans.

## Wirtschaft und Infrastruktur
Novalaise war bis weit ins 20. Jahrhundert hinein ein vorwiegend durch die Landwirtschaft geprägtes Dorf. Heute gibt es neben einigen noch im Bereich Rinderproduktion tätigen Bauernhöfen verschiedene Betriebe des lokalen Kleingewerbes und eine kleine Zahl mittelständischer Betriebe. Mittlerweile hat sich das Dorf auch zu einer Wohngemeinde entwickelt. Viele Erwerbstätige sind Wegpendler, die in den größeren Ortschaften der Umgebung ihrer Arbeit nachgehen. Der Lac d’Aiguebelette ist außerdem ein bedeutendes Ziel für den Campingtourismus, von den zahlreichen Campingplätzen rund um den See befinden sich allein vier auf dem Boden von Novalaise.
Die Ortschaft liegt an einer Kreuzung zweier ehemals bedeutender Durchgangsstraßen, und zwar der Ost-West-Verbindung (D916) von Chambéry über den Col de l’Épine nach Saint-Genix-sur-Guiers und der Nord-Süd-Verbindung (D921) von Yenne nach Le Pont-de-Beauvoisin. Heute führt außerdem die A 43 durch das Gemeindegebiet mit einer Anschlussstelle im benachbarten Nances. Als Flughäfen in der Region kommen Chambéry-Savoie (Entfernung 20 km), Lyon-St-Exupéry (75 km) oder Genf (97 km) in Frage.

### Ausbildung
In Novalaise befinden sich eine staatlich geführte Vorschule (école maternelle), zwei Grundschulen (école primaire, davon eine mit privatem Träger) und eine Gesamtschule (collège).